# Jens Dekker
Pour les articles homonymes, voir Dekker.
Jens Dekker, né le 13 décembre 1998, est un coureur cycliste néerlandais. Il se spécialise dans le cyclo-cross.

## Biographie
Jens Dekker est le fils de l'ancien cycliste professionnel Dick Dekker, le neveu de l'ancien champion Erik Dekker et le cousin de David Dekker.
Lors de la saison 2015-2016, il domine la catégorie des juniors (moins de 19 ans) et remporte les principaux titres, les championnats du monde à Heusden-Zolder, la Coupe du monde, le Superprestige, les championnats d'Europe et nationaux. Il est alors présenté comme l'un des coureurs de cyclo-cross les plus prometteurs et rejoint l'équipe Beobank-Corendon, aux côtés de Tom Meeusen et du duo de champion du monde Sanne Cant et Mathieu van der Poel.
Il reste dans l'équipe jusqu'à la fin de saison 2018-2019, remportant quelques victoires au passage, mais sans confirmer les attentes. Il est notamment gêné par toutes sortes de problèmes de santé (allergies et problèmes respiratoires), ainsi qu'un surmenage. Il arrête sa carrière en décembre 2019 à 21 ans.  
La saison 2023-2024 voit toutefois son retour à la compétition. Auteur d'un début de saison prometteur, s'imposant à deux reprises sur des courses espagnoles (en battant à chaque fois le champion d'Espagne, Felipe Orts) et accrochant plusieurs places d'honneur, notamment sur l'Internationale Cyclocross Heerderstrand où il n'est battu que par Niels Vandeputte. La malchance le rattrape toutefois puisqu'il est victime d'une fracture du radius le 29 octobre au cours de la manche de coupe du monde de Maasmechelen. Il reprend une nouvelle fois la compétition début décembre en participant à deux courses en Belgique sans être en mesure d'y jouer de rôle significatif. Le 19 décembre, il annonce sur les réseaux sociaux souffrir de problèmes psychologiques le poussant à prendre du recul par rapport à la compétition.  

## Palmarès en cyclo-cross
- 2013-2014
  - Cyclo-cross de Gieten cadets
  - 3e du championnat des Pays-Bas de cyclo-cross cadets
- 2014-2015
  - Zilvermeercross juniors, Mol
  - 3e du championnat des Pays-Bas de cyclo-cross juniors
  - 4e de la Coupe du monde juniors
- 2015-2016
  -  Champion du monde de cyclo-cross juniors
  -  Champion d'Europe de cyclo-cross juniors
  -  Champion des Pays-Bas de cyclo-cross juniors
  - Vainqueur de la Coupe du monde juniors
    - Coupe du monde juniors #2, Coxyde
    - Coupe du monde juniors #6, Hoogerheide

  - Vainqueur du Superprestige juniors
    - Superprestige juniors #1, Gieten
    - Superprestige juniors #2, Zonhoven
    - Superprestige juniors #4, Gavere
    - Superprestige juniors #7, Hoogstraten
    - Superprestige juniors #8, Middelkerke

  - Trophée Banque Bpost juniors #1, Ronse
  - Trophée Banque Bpost juniors #8, Saint-Nicolas
  - Steenbergcross juniors,  Erpe-Mere
- 2017-2018
  - Superprestige espoirs #1, Gieten
  - Superprestige espoirs #2, Zonhoven
  - Superprestige espoirs #4, Ruddervoorde
  - 5e du championnat d'Europe de cyclo-cross espoirs
- 2018-2019
  - Cyclo-cross National Series Round 8, Victoria
  - Cyclo-cross National Series Round 9, Victoria
  - Brico Cross Hotondcross - GP Mario De Clercq espoirs, Renaix
  - 9e du championnat d'Europe de cyclo-cross espoirs
- 2019-2020
  - Trophée des AP Assurances espoirs #1, Oudenaarde
- 2023-2024
  - Coupe d'Espagne #3, As Pontes
  - Ciclocross Internacional Concello de Ribadumia, Ribadumia